# Zapowiednik (Łuków)
Zapowiednik – część miasta Łukowa, położona w jego wschodniej części. Obejmuje ulice: Zapowiednik, Podleśną, Wschodnią i fragment ul. Międzyrzeckiej na granicy miasta z wsią Karwacz, z domami po południowej stronie drogi. W skład tej części miasta wchodzi też las Zapowiednik. Zapowiednik włączono do Łukowa z dniem 5 października 1954.
Na Zapowiedniku znajduje się przystanek kolejowy na linii kolejowej nr 2 (Warszawa Zachodnia—Terespol). W 2016 r. otwarto w tej części miasta cmentarz komunalny.

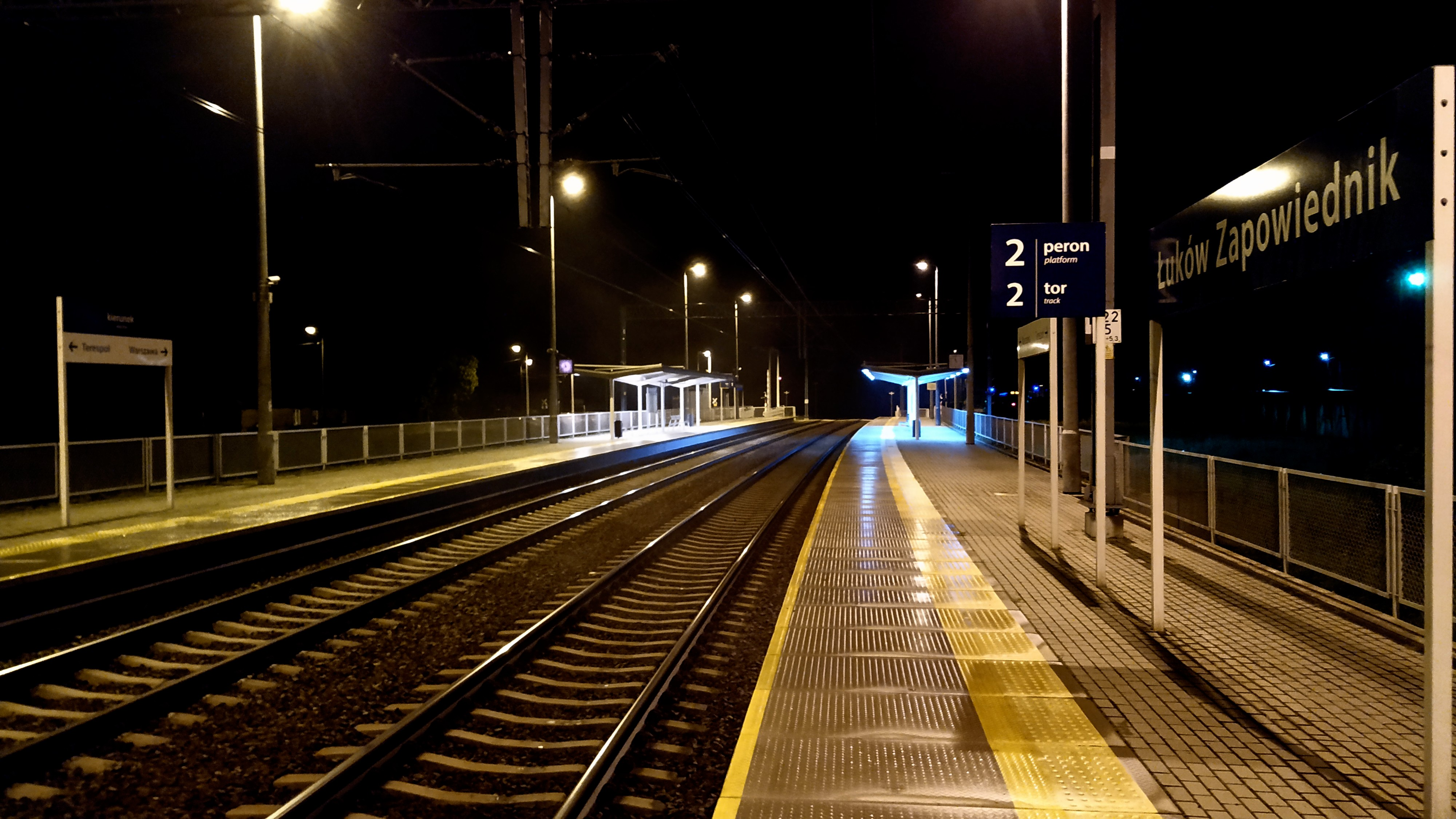
Przystanek kolejowy Łuków Zapowiednik